# Othusitse Pilane
Othusitse Pilane, detto Jabu (Malolwane, 26 marzo 1984), è un calciatore botswano, di ruolo centrocampista.

## Carriera

### Club
Ha sempre giocato nel campionato botswano, in cui ha esordito nel 2004.

### Nazionale
Conta 4 presenze con la maglia della sua Nazionale.

## Palmarès

### Club

#### Competizioni nazionali
- Campionato botswano: 3

Mochudi Centre Chiefs: 2007-2008, 2011-2012, 2012-2013
- FA Challenge Cup: 1

Mochudi Centre Chiefs: 2008
- Orange Kabelano Charity Cup: 3

Mochudi Centre Chiefs: 2005, 2008, 2013